# Castillo de Villagarcía de Campos
El castillo de Villagarcía de Campos se encuentra en la población de Villagarcía de Campos, provincia de Valladolid (Castilla y León, España). En la actualidad todavía se pueden ver las ruinas del castillo.

## Historia
Los primeros datos históricos sobre este Castillo-Palacio se remontan a 1336. En su tiempo fue una obra de gran envergadura, con altos torreones y puente levadizo. En él fue educado bajo anonimato Jeromín, hijo natural del emperador Carlos I de España, el cual más tarde pasó a ser conocido como Don Juan de Austria. Posteriormente, durante el siglo XIX, el castillo fue asolado por el ejército francés en 1810 durante la Guerra de la Independencia.
Desde 2014 se han efectuado distintas obras para rehabilitar el castillo.

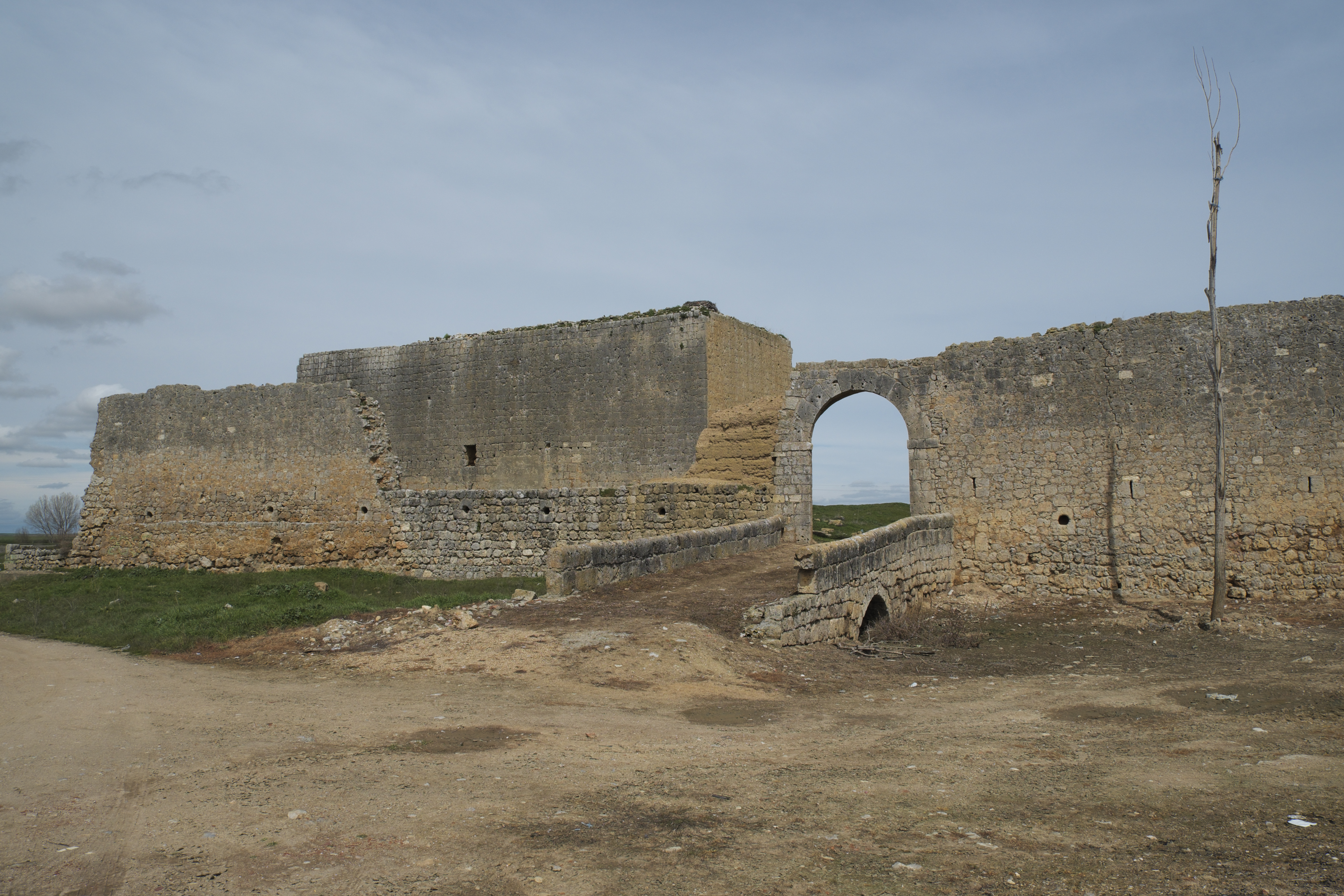
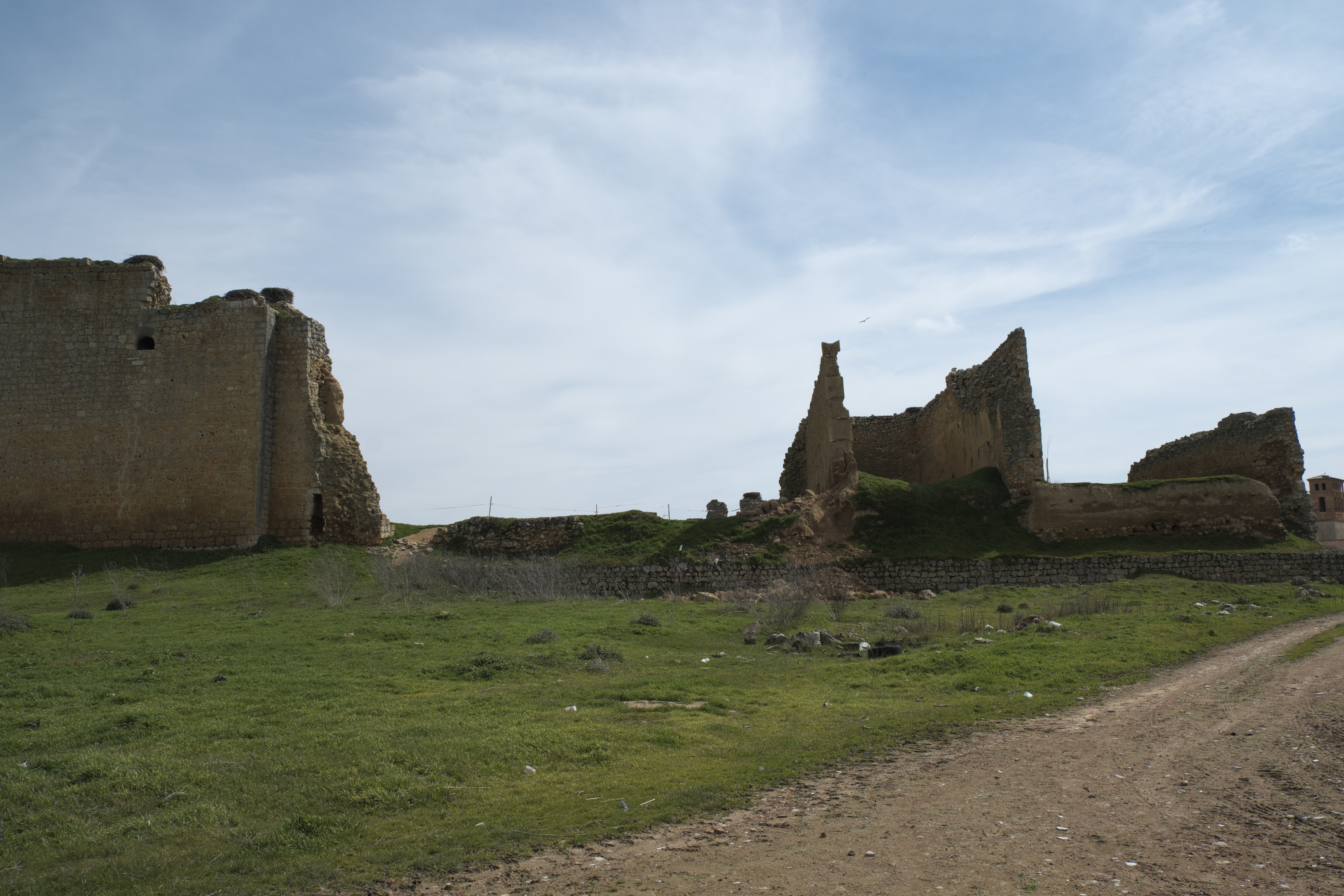
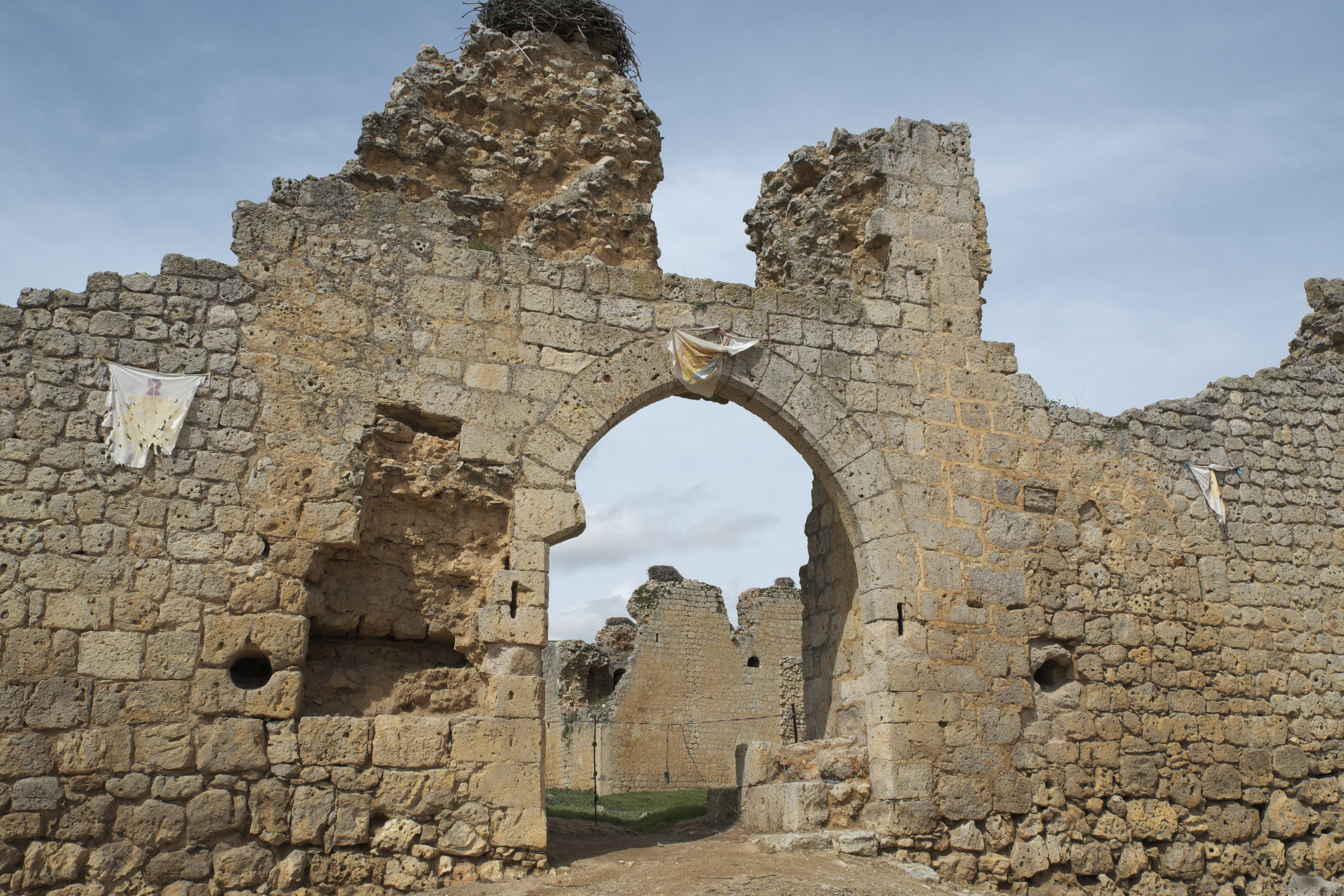
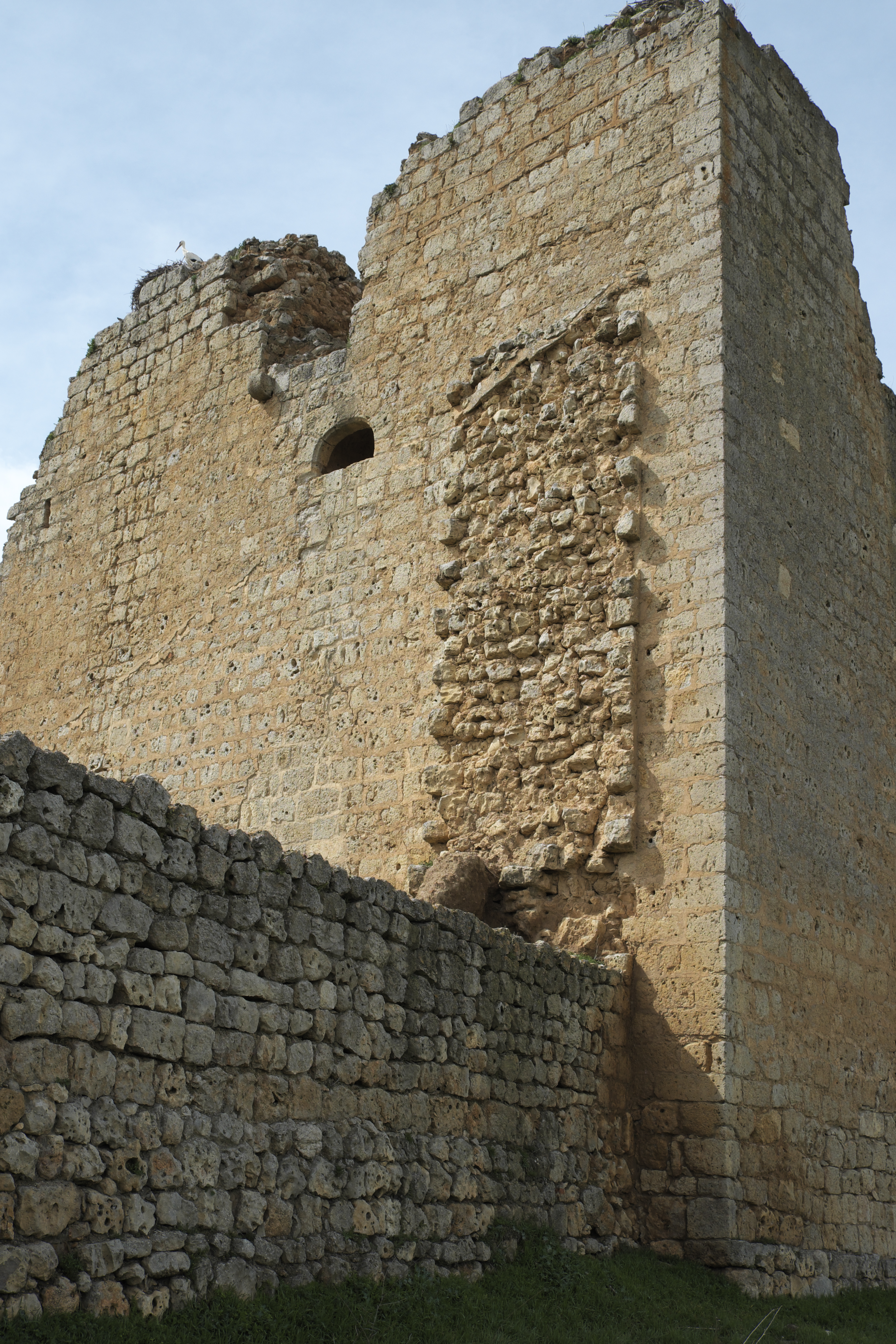